# Референдум щодо суверенітету Квебеку (1980)
Референдум щодо державного суверенітету Квебеку — загальне опитування населення Квебеку, у якому пропонувалося висловитися щодо проєкту «суверенітету-асоціації» (фр. souveraineté-association) Квебеку з рештою Канади. Референдум відбувся 20 травня 1980 року за ініціативою Квебекської партії, яка була при владі з 1976 до 1985 року, і особисто її лідера та засновника Рене Левека.

## Історичний контекст
«Тиха революція» 1960-х років супроводжувалася національним піднесенням квебекського народу. На цьому тлі посилилися ідеї автономії, суверенітету або ж повної державної незалежності Квебеку. У 1968 кілька сувереністських рухів об'єдналося у нову політичну силу — Квебекську партію, що ставила за мету державний суверенітет Квебеку. Нову партію очолив харизматичний лідер Рене Левек, (колишній телеведучий, потім — міністр в уряді Жана Лесажа).
У 1976 році Квебекська партія виграла вибори до Національної асамблеї Квебеку і сформувала уряд. Уже наступного року було прийнято так званий «Законопроєкт 101» або Хартія французької мови, що захищав французьку й поширював сфери її вживання. Економічні заходи уряду були спрямовані на підтримку малих підприємств, що дало багатьом квебекцям змогу долучитися до середнього класу. Наслідком цих мір стало різке підвищення популярності французької мови і соціального статусу багатьох квебекців.
Водночас чимала великих компаній (англомовних) перенесли свої головні офіси з Монреалю до Торонто. Це дало їм змогу уникнути запровадження франкомовної документації, обслуговування тощо. Крім цього, частина англо-квебекців та іммігрантів, незадоволена новим статусом французької, мігрувала до інших провінцій Канади, здебільшого до Онтаріо.
Але за головну мету Квебекська партія вважала суверенітет. У 1979 році нею вона опублікувала документ «La nouvelle entente Québec-Canada. Proposition du gouvernement du Québec pour une entente d'égal à égal: la souveraineté-association» (Новий договір Квебек-Канада. Пропозиція уряду Квебеку щодо рівноправного договору: суверенітет-асоціація). Референдум щодо суверенітету-асоціації було призначено на 1980 рік.

## Питання референдуму
| Уряд Квебеку оголосив свою пропозицію щодо досягнення з рештою Канади договору, заснованого на принципі рівності народів; цей договір дозволив би Квебеку отримати ексклюзивне право приймати свої закони, збирати свої податки і встановлювати зовнішні відносини, що є суверенітетом, і, у той же час, підтримувати з рештою Канади економічну асоціацію, зокрема вживання спільної валюти; жодної зміни політичного статусу, що є результатом таких переговорів, не буде без згоди населення під час іншого референдуму; таким чином, надаєте ви урядові Квебеку вести переговори щодо запропонованого договору поміж Квебеком і Канадою?Оригінальний текст (фр.) Le Gouvernement du Québec a fait connaître sa proposition d’en arriver, avec le reste du Canada, à une nouvelle entente fondée sur le principe de l’égalité des peuples ; cette entente permettrait au Québec d'acquérir le pouvoir exclusif de faire ses lois, de percevoir ses impôts et d’établir ses relations extérieures, ce qui est la souveraineté, et, en même temps, de maintenir avec le Canada une association économique comportant l’utilisation de la même monnaie ; aucun changement de statut politique résultant de ces négociations ne sera réalisé sans l’accord de la population lors d’un autre référendum ; en conséquence, accordez-vous au Gouvernement du Québec le mandat de négocier l’entente proposée entre le Québec et le Canada ? |

## Навколо референдуму
Дехто вважає, що питання було занадто заплутаним, що зменшило кількість голосів на підтримку суверенітету. Інші вважають, що більшість квебекців, хоч і була налаштована патріотично, боялася невідомого, пов'язаного зі зміною статусу провінції.
Напередодні референдуму, прем'єр-міністр Канади П'єр Трюдо закликав народ голосувати проти, пообіцявши прийняти нову конституцію, яка б відповідала квебекським прагненням. Конституція справді була прийнята у 1982 році, але квебекських вимог вона не врегулювала і жоден квебекський уряд її не підписав дотепер.

## Результати
Проти суверенітету висловилося 59,44 % виборців. Ввечері 20 травня 1980 року, дізнавшись про результати, Рене Левек сказав свою знамениту фразу:
Якщо я добре вас зрозумів, ви мені кажете «До наступного разу!» (фр. « Si je vous ai bien compris, vous êtes en train de nous dire à la prochaine fois ! »).
Він не дожив до наступного референдуму 8 років, оскільки помер у 1987 році.
| Ні: 2 187 991 (59,56 %) |  |  | Так: 1 485 851 (40,44 %) |
| ▲                       |  |  |                          |

|                   | Загалом голосів | % голосів |
| Дійсні бюлетні    | 3 673 842       | 98,26 %   |
| Зіпсовані бюлетні | 65 012          | 1,74 %    |
| Явка виборців     | 3 738 854       | 85,61 %   |
| Всього виборців   | 4 367 584       |           |